# Eliott Crestan
Eliott Crestan (Namur, 22 febbraio 1999) è un mezzofondista belga.

## Palmarès
| Anno | Manifestazione   | Sede      | Evento          | Risultato  | Prestazione | Note                                     |
| ---- | ---------------- | --------- | --------------- | ---------- | ----------- | ---------------------------------------- |
| 2016 | Europei U18      | Tbilisi   | 800 m piani     | 7º         | 1'52"68     |                                          |
| 2017 | Europei U20      | Grosseto  | 800 m piani     | Semifinale | 1'49"58     |                                          |
| 2018 | Mondiali U20     | Tampere   | 800 m piani     | Bronzo     | 1'47"27     |                                          |
| 2018 | Europei          | Berlino   | 800 m piani     | Batteria   | 1'47"35     |                                          |
| 2019 | Europei di cross | Lisbona   | Staffetta mista | 5º         | 18'19"      |                                          |
| 2021 | Europei indoor   | Toruń     | 800 m piani     | Semifinale | 1'48"12     |                                          |
| 2021 | Europei U23      | Tallinn   | 800 m piani     | Argento    | 1'46"32     |                                          |
| 2021 | Giochi olimpici  | Tokyo     | 800 m piani     | Semifinale | 1'44"84     | Miglior prestazione personale            |
| 2022 | Mondiali indoor  | Belgrado  | 800 m piani     | 6º         | 1'46"78     | [ 1 ]                                    |
| 2022 | Mondiali         | Eugene    | 800 m piani     | Batteria   | 1'46"61     |                                          |
| 2022 | Europei          | Monaco    | 800 m piani     | 7º         | 1'45"68     | Miglior prestazione personale stagionale |
| 2023 | Europei indoor   | Istanbul  | 800 m piani     | Bronzo     | 1'47"65     | [ 1 ]                                    |
| 2024 | Mondiali indoor  | Glasgow   | 800 m piani     | Bronzo     | 1'45"32     |                                          |
| 2024 | Europei          | Roma      | 800 m piani     | Batteria   | 1'46"48     |                                          |
| 2024 | Giochi olimpici  | Parigi    | 800 m piani     | Semifinale | 1'43"72     |                                          |
| 2025 | Europei indoor   | Apeldoorn | 800 m piani     | Argento    | 1'44"92     |                                          |
| 2025 | Mondiali indoor  | Nanchino  | 800 m piani     | Argento    | 1'44"81     |                                          |

## Altre competizioni internazionali
2015
- Argento al Festival olimpico della gioventù europea ( Tbilisi), 800 m piani - 1'54"02

2018
- 7º al Memorial Van Damme ( Bruxelles), 800 m piani - 1'47"59

2020
- 6º al Müller Indoor Grand Prix Glasgow ( Glasgow), 800 m piani - 1'47"43
- 8º al Meeting Hauts-de-France Pas-de-Calais ( Liévin), 800 m piani - 2'30"02

2022
- 4º al Meeting Hauts-de-France Pas-de-Calais ( Liévin), 800 m piani - 1'47"75
- 4º al Memorial Van Damme ( Bruxelles), 800 m piani - 1'44"24

## Campionati nazionali
- 5 volte campione nazionale belga indoor degli 800 m piani (2016, 2018, 2021, 2022, 2023)
- 3 volte campione nazionale belga degli 800 m piani (2019, 2020, 2021)

2016
- Oro ai campionati belgi indoor (Gand), 800 m piani - 1'52"81

2017
- Bronzo ai campionati belgi indoor (Gand), 800 m piani - 1'54"15
- 5º ai campionati belgi (Bruxelles), 800 m piani - 1'50"28

2018
- Oro ai campionati belgi indoor (Gand), 800 m piani - 1'49"53

2019
- Oro ai campionati belgi (Bruxelles), 800 m piani - 1'48"43

2020
- Oro ai campionati belgi (Bruxelles), 800 m piani - 1'49"89

2021
- Oro ai campionati belgi indoor (Louvain-la-Neuve), 800 m piani - 1'46"83
- Oro ai campionati belgi (Bruxelles), 800 m piani - 1'48"45

2022
- Oro ai campionati belgi indoor (Louvain-la-Neuve), 800 m piani - 1'46"11

2023
- Oro ai campionati belgi indoor (Gand), 800 m piani - 1'49"26